# Кранихфельд, Надежда Осиповна
Надежда Осиповна Кранихфельд (урождённая Цедербаум; 9 августа 1875, Константинополь — 25 июня 1923, Москва) — деятель революционного движения в Российской империи, переводчик с французского, английского, немецкого языков. Сестра Юлия Осиповича Цедербаума, Владимира Осиповича Цедербаума, Сергея Осиповича Цедербаума, Лидии Осиповны Дан.

## Биография
Училась в Мариинской гимназии в столице и на словесном отделении Бестужевских курсов. Занималась переводами с иностранных языков и преподавала русскую словесность в столичной гимназии. В социал-демократическом движении состояла с конца 1890-х. В 1899 крестилась, чтобы повенчаться с Сергеем Николаевичем Кранихфельдом (1870—1914), также участником революционного движения, близким другом её брата. Вместе с мужем передала всё полученное от его родственницы, сестры генерала от инфантерии Генриха Степановича Гуро, наследство в 20 тысяч рублей золотом, на организацию II съезда РСДРП и издание газеты «Искра». После съезда примкнула к меньшевикам, сотрудничала в социал-демократической печати, и помогала братьям в их революционной деятельности. После смерти мужа в 1914 одна воспитывала троих детей, не отказываясь полностью от революционной работы. В 1918 вместе с семьёй переехала в Москву, где оказывала поддержку арестованным и ссыльным меньшевикам, и её квартира неоднократно подвергалась обыскам. Под влиянием сына, Андрея Сергеевича Кранихфельда, содействовала деятельности Союза социал-демократической рабочей молодёжи. Дочери — Людмила Сергеевна Кранихфельд (1904—1990), Виктория Сергеевна Кранихфельд (1905—1983), состояли в оппозиционном движении и подвергались репрессиям, также как и муж Виктории Сергеевны — Исидор (Леля, Иосиф) Самойлович (Самуилович) Раппипорт. Является автором переводов произведений Джона Гриффита Чейни и Герберта Джорджа Уэллса.